# Стефан Аксак
Стефан Іванович Аксак гербу Аксак (Кара, оборона; бл. 1567 — після березня 1650) — шляхтич, військовик і урядник Республіки Обох Націй (Речі Посполитої). Представник роду Аксаків.

## Життєпис
Батько — Іван (Ян) Аксак, мати — дружина батька Барбара Кльонська.
Родинний переказ стверджував про його перебування на Січі та обрання під час одного з походів кошовим. Мав прізвисько Будилович. Траплялося, що козаки-побратими приїжджали до нього в Гуляники по справедливий розсуд.
Був послом на сейм у Варшаві, депутатом Радомського трибуналу.
Посади: київський земський суддя, остерський і бобровицький (бобрівницький) староста. Фундатор будівництва готичного домініканського костелу святого Миколая (пізніше Петропавлівська церква (Поділ)) у Києві 1610 (1640) року майже навпроти головного входу до Флорівського жіночого монастиря. За даними о. Каспера Несецького ТІ, на монастир пожертвував 20 000 злотих. Був власником великого «двору» на Житньому торзі в місті.
Стефан Аксак — посідач[джерело?] Остра і великих земельних маєтностей на Остерщині. Виступав проти козаків і міщан, які відстоювали свої права. Вороже ставився до селянсько-козацького повстання (1637), яке очолили Мурко і Носко, і до Хмельниччини. Боячись народного гніву, втік з України.
У першому заповіті 1647 року надав перевагу дітям від другого шлюбу, сини від першого шлюбу зі стрийком Михайлом у другій половині травня 1648 року збройно «наїхали» на маєтність у Мотовилівці, звідки забрали все майно із замку, взявши із собою старого хворого батька на Волинь. Він зумів вирватися з полону, у березні 1650 року склав новий заповіт, у якому позбавив синів із першого шлюбу майна.

## Сім'я
Перша дружина — Софія Йосипівна Лозчанка (Лущанка, Ложчанка), донька маршалка Мозира, небога фундаторки Київських братських школи та монастиря Галшки Гулевич. Діти:
- Іван (Ян) — київський стольник, посол до сейму 1654; мав сина Гаврила (Ґабрієля) — прототипа пахолка пана Аксака в романі Г. Сенкевича «Вогнем і мечем».[2]
- Гаврило (Ґабрієль, пом. 1655).

Друга дружина — Катерина Чолганська, мали 3 сини (Олександр, Михайло, Марко), 5 доньок.